# PAL Airlines
PAL Airlines (code AITA : PB ; code OACI : PVL) est une compagnie aérienne canadienne. Son siège social est situé dans le Hangar no 4 de Aéroport International de St. John’s, Saint-Jean, Terre-Neuve. La compagnie a aussi gagné le prix du service le plus ponctuel sur Dash-8 en Amérique (3 fois).

## Histoire
Pal Airlines a été fondée en août 1972. Elle était à l’origine une école de pilotage et compagnie aérienne de nolisement. Les premiers vols commerciaux ont commençé en 1980. De 1980 à 1989, la compagnie a fait de la surveillance maritime sous le nom de Atlantic Airways. Elle opérait des avions léger, comme des Piper Navajo et des Britten-Norman Islander. Plus tard, elle commence à opérer des Twin Otter, Fairchild Metroliner, Convair 580 et Saab 340. Ce n’est qu’en 2004 que la compagnie a ajouté des Dash-8 à sa flotte, à la suite d'un contrat avec « Voisey's Bay Mine », ajoutant de plus en plus de Dash-8 au fil des années à la flotte.

## Destinations
La compagnie dessert 26 destinations dans les provinces de l'est du Canada dont le Québec.

## Flotte
En avril 2025, PAL Airlines opérait les 20 aéronefs suivants, selon le registre de Transport Canada: